# Paul Scheuring
Paul T. Scheuring, född 20 november 1968 i Aurora i Illinois i USA, är en amerikansk författare av TV-serier och regissör. Han är främst känd för att skrivit och skapat den amerikanska TV-succén Prison Break.